# Máriabeszterce
Máriabeszterce vagy Máriabisztrica (horvátul Marija Bistrica) falu és község Horvátországban Krapina-Zagorje megyében. A legnagyobb Mária-kegyhely Horvátországban és központi helyet foglal el a horvát nép vallási életében. Ezért hivatalosan is Mária horvát nemzeti zarándokhelyévé nyilvánították. Máriabesztercén évente több százezer zarándok imádkozik a Boldogasszony csodatevő szobra előtt és éli át az Istennel való találkozás örömét, a vigaszt és megbékélést. A keresztény élethez szükséges megújult erővel térnek vissza otthonaikba, családjaikhoz és a társadalomba.

## Fekvése
Zágrábtól 30 km-re északkeletre a horvát Zagorje területén a Bistrica és a Ribnjak-patakok összefolyásánál fekszik. 
Maga a település a zarándokhely körül épült ki a Vinski Vrh domb lankáin, a Bistrica patak – amiről a nevét is kapta – jobb oldalán, 191 m tengerszint feletti magasságon, a Ribnjak patakocska torkolatában. Globočec, Hum Bistrički, Laz Bistrički, Laz Stubički, Podgorje Bistričko, Podgrađe, Poljanica Bistrička, Selnica, Sušobreg Bistrički és Tugonica falvak tartoznak hozzá.

## Története
A települést 1209-ben említik először, amikor II. András visszaadja azt hívének, korábbi tulajdonosának. Szent Péternek és Szent Pálnak szentelt egyházát 1334-ben említik először. A falunak 1590-ben már iskolája is volt, mert tanárát ekkor említik. Az iskola egészen 1862-ig magánházban működött. A bistricai uradalmat a 16. században osztották fel kisebb birtokokra, amelyeket királyi adománylevéllel egyes arra rászolgált hűbérurak kaptak. A birtokosok között említésre méltó Keglevich, a Draskovich, a Sermage és a Jelacsich család, valamint a zágrábi káptalan. Utolsó földesura a Hellenbach család volt.
A falu temploma fontos Mária-kegyhely és búcsújáróhely, a horvátok nemzeti zarándokhelye. Kegyszobra, mely 15. századi népi alkotás eredetileg a mai kegyhelytől 3 km-re Máriabeszterce és Konjščina között emelkedő Vinjski Vrh Szent Vid tiszteletére szentelt fakápolnájában volt elhelyezve. 1544-ben a Konjščina vára mellett vívott vesztes török elleni csata idején a török elől menekítették ide, ahol előbb elásták, majd 1588-ban előkerült, de 1650-ben újra elrejtették az oldalfalban, ahonnan csodás módon 1684-ben előbukkant. Ezután a templom búcsújáróhely lett. A horvát szábor 1715-ben a kegyszobornak a Szent Péter és Pál templomban új főoltárt emeltetett. A búcsújárás 1721-re olyan méreteket öltött, hogy a templomhoz zarándokutat kellett építeni. A templomot is bővíteni kellett. A barokk stílusban átépített és bővített templomot a Havas Boldogasszony tiszteletére 1731-ben szentelte fel Branjug püspök. Ekkor változott a korábban Besztercének hívott település neve Máriabesztercére. 1748-ban a templom körül a hívek befogadásának könnyítésére negyvenegy árkádból álló csarnokot építettek. A plébánia 1726-ban emelt épületét 1753-ban építették össze a plébániatemplommal. 1791-ben a templomban új főoltárt építettek. 1848-ban a település városi rangra emelkedett. 1852-ben Lovro Ježek helyi tanító megalapította a dalárdát, mely a mai napig is működik. Az ő nevét viseli a település kulturális-művészeti egyesülete. 

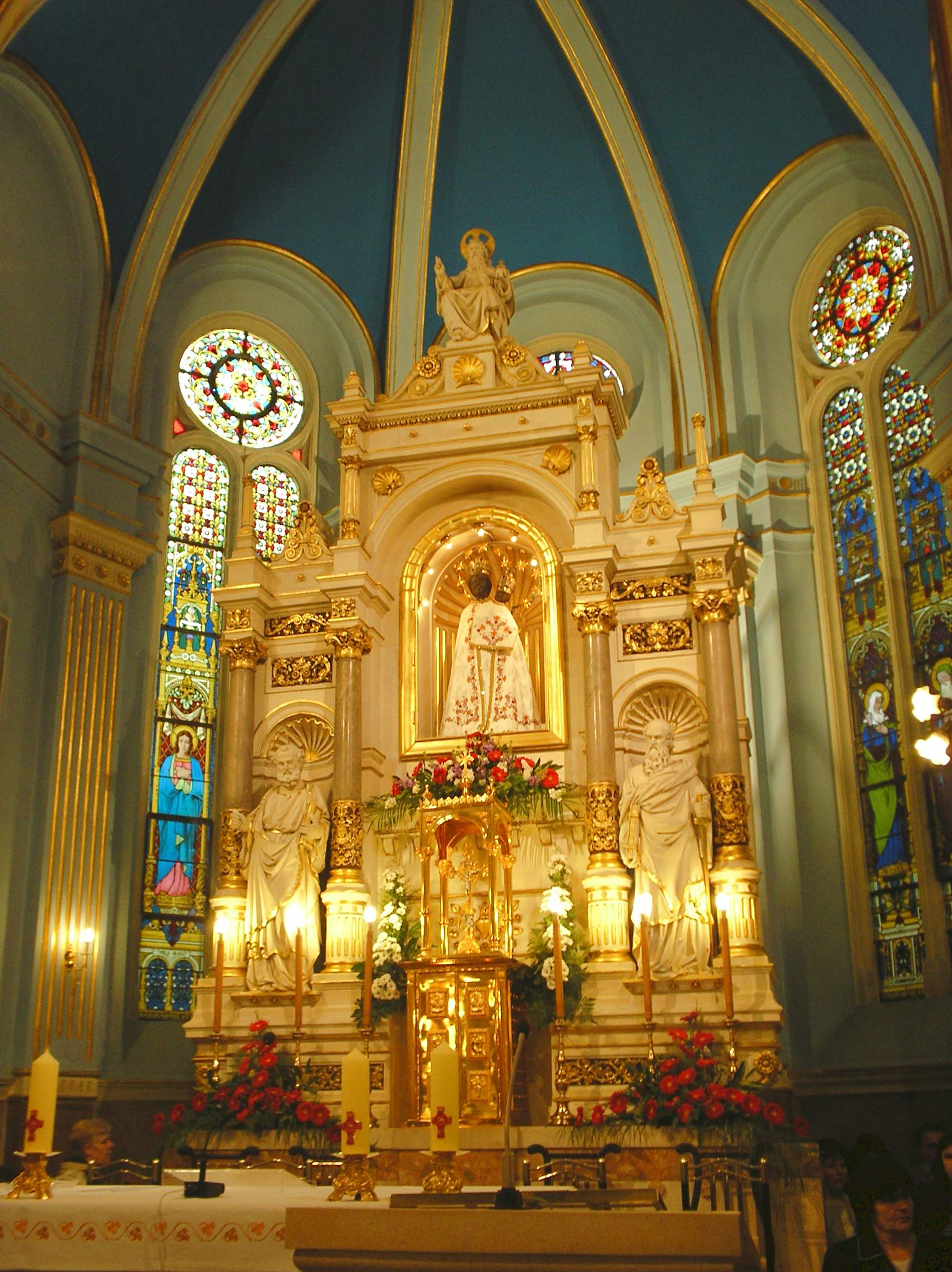
A főoltár a kegyszoborral

1879-ben elkezdték a kinőtt a régi templom helyett egy nagyobb, kéttornyú templom építését. Az építés közben 1880-ban éppen a Nagyboldogasszony ünnepének előestéjén tűz ütött ki, melyet azonban a kegyszobor sértetlenül vészelt át. Az új templom 1882-re készült el, az új főoltárt 1883-ban szentelték fel.
1886-ra a települést elérte a vasút, mely a zarándoklatokat még jobban megkönnyítette. 1900-ban megépült a városháza, 1906-ban földrengés rázta meg a települést. A trianoni békeszerződésig Zágráb vármegye Stubicai járásához tartozott. 1923-ban XI. Piusz pápa a kegytemplomot „basilica minor” rangra emelte. 1935-ben Antun Bauer zágrábi püspök a kegyszobrot megkoronázta és Besztercei Szűzanyát a Horvátok Királynéjának nyilvánította. 1942-ben Alojzije Stepinac püspök Czestochowából pálosokat hozatott a kegyhely őrzésére, akik azonban a háborús viszonyok miatt hamarosan távoztak. 1945-től egészen a hatvanas évek végéig a zarándok templom területére szorultak. 1971. december 3-án a horvát püspöki konferencia a máriabesztercei zarándokhelyet a horvátok királynéja, horvát nemzeti szentélyének nyilvánította. A Szentszék 1987. június 20-án július 13-át a Besztercei Szűzanya ünnepévé nyilvánította.
A kegyhely nagy eseménye volt II. János Pál pápa 1998. október 3-i látogatása.

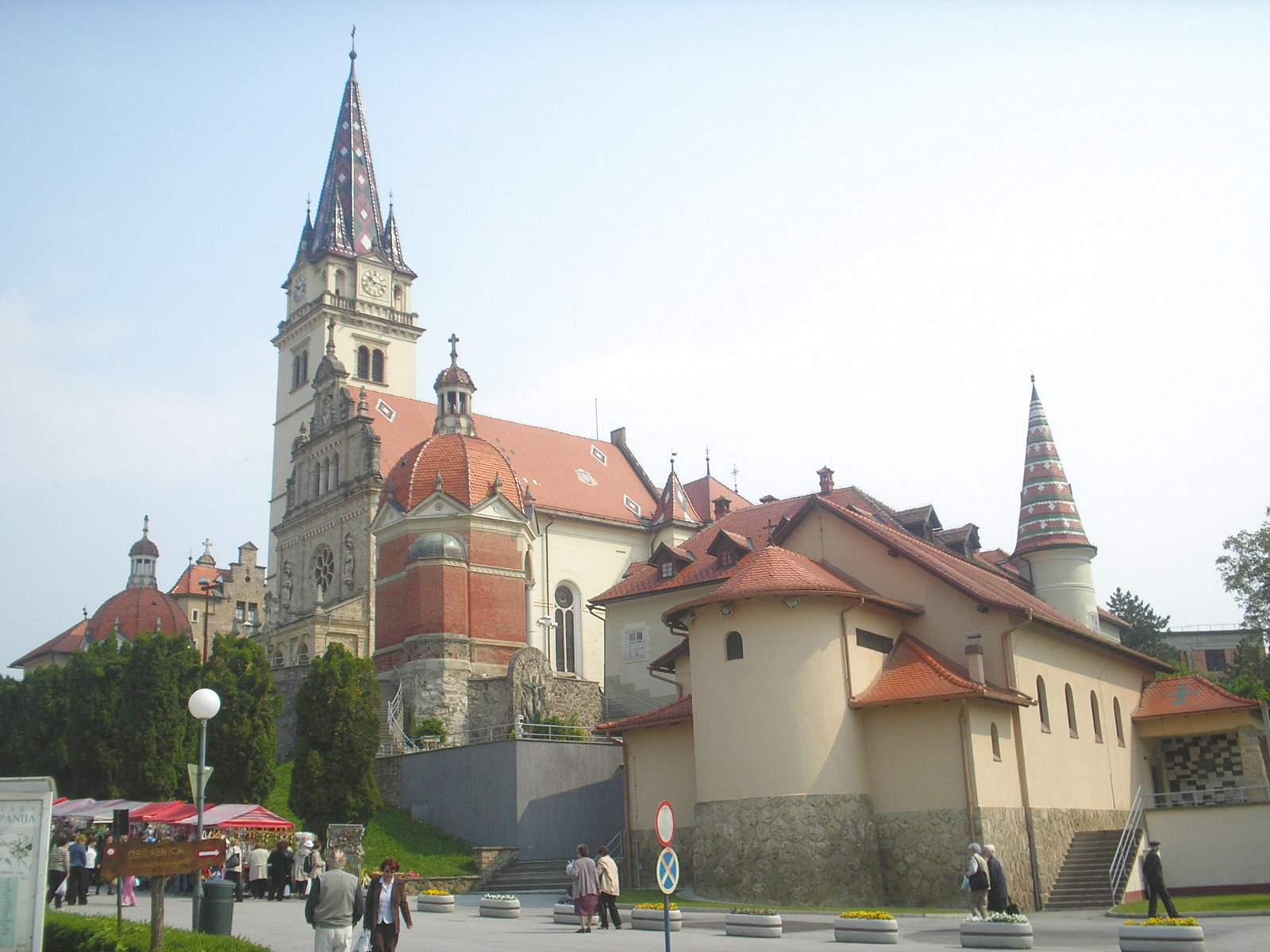
A bazilika épületegyüttese

## Nevezetességei
- A Besztercei Szűzanya bazilikája[2] több száz éves zarándokhely, a hozzá kapcsolódó monumentális 20. századi kálváriával. Az épületegyüttes 1878 és 1883 között épült Hermann Bollé tervei szerint romantikus-historizáló stílusban barokk és gótikus, valamint itáliai és német reneszánsz építészeti elemekkel.  A gótikus kegyszobor ismeretlen népi mester alkotása az 1500 körüli évekből. A kegyszobor a horvát nemzeti zarándoklat legfőbb célja, melyhez évente több mint hatszázezer hívő zarándokol el. A templom melletti kálvária és keresztút neves horvát szobrászművészek alkotása.
- A kálvária mögött áll a karmelita nővérek 1994-ben alapított kolostora.
- A kegytemplom melletti Szent Péter kápolnát 1940-ben építették.
- A falu bejáratánál álló Mária Köszöntése kápolna 1921-ben épült.
- A zlatari út mellett nagy park közepén áll a 19. századi klasszicista Hellenbach-kastély,[3] a zagorjei horvát nemesi kastélyok egyik tipikus példája. A kastélyt gróf Petar Sermage építtette 1786-ban, és 1840 óta a Hellenbach család tulajdona. A központi csarnok magassága túlnyúlik a többi szimmetrikusan elrendezett helyiségen. A parkra néző főhomlokzatot négy pilléren álló pavilon és egy háromszögletű oromzat uralja. A belső teret gazdag klasszicista díszítés, koszorúk, pilaszterek, növényfüzérek és emblematikus motívumok ékesítik. Egyike azoknak a kastélyoknak, amelyek folyamatos lakottsággal rendelkeznek, és amelyekben az eredeti belső tér teljesen megmaradt.
- A temető mellett Rafael arkangyal barokk szobra látható.[4] A szobor lépcsőzetesen egymásra helyezett négyszögletes talapzaton áll, mely felett hosszúkás, körte alakú, leveles díszítésű féloszlop látható. A szobor Rafael arkangyalt ábrázolja kitárt szárnyakkal, és jobb kezével szorosan magához szorítja Tóbiást. Rafael alakja elöl, függőleges helyzetben látható, fejét kissé a kis Tóbiás irányába hajtva, aki elöl áll, jobbra, háttal az arkangyalnak támaszkodva.
- A településen látható Pavao Hudek szobrászművész és Zvonko Pižir festőművész galériája.
- A Vinski Vrh tetején álló Szűzanya tiszteletére szentelt kápolnát 1622-ben említik először. Az 1880-as földrengés után megújították, ekkor kapta mai formáját.

## Ismert személyek
- Itt született vitéz dr. Hellenbach Gottfried báró, magyar földbirtokos, jogi doktor, országgyűlési képviselő (1892–1985).